# Kaukajärvi
Kaukajärvi je jezero ležící převážně ve finském Tampere, jeho východní část pak v Kangasale. Na délku měří přes tři kilometry a jeho rozloha je asi 1,4 km². Objem jezera je odhadován na 15,7 milionu m³. Nadmořská výška hladiny je zhruba 88 m. Největší hloubka je 22 m.
Jezero patří do povodí potoka Viinikanoja (35.214), který ústí do Pyhäjärvi a patří do povodí řeky Kokemäenjoki ústící do Botnického zálivu. Průměrně z jezera odtéká 73,8 l/s. Voda přitékající do jezera se sbírá z plochy 8,2 km², což je oproti rozloze jezera relativně málo. Na severu jezera je převážně zastavěná rezidenční a průmyslová oblast, na jihu les.
Kvalita vody v jezeře je velmi dobrá po všech stránkách. Na břehu jezera je pět veřejných pláží, veřejná sauna a veslařský a kanoistický stadion. Na jezeře je velmi oblíbené rybaření, včetně pomocí sítí. V jezeře žije například síh severní, okoun říční, pstruh duhový nebo rak říční.
Jezero dalo název čtvrti Tampere Kaukajärvi, rozkládající se směrem na západ.
Na jezeře se v roce 1995 konalo Mistrovství světa ve veslování.

## Pitkäjärvi
K jezeru přiléhá východním směrem ležící jezero Pitkäjärvi volně propojené s Kaukajärvi potrubím pod úzkou hrázní cestou.
Pitkäjärvi má rozlohu 0,16 km² a délku asi 1,3 km. Objem jezera je odhadován na 1,49 milionu m³. Nadmořská výška hladiny je stejná jako u Kaukajärvi. Největší hloubka je 28 m. Rozloha povodí jezera je 3,1 km². Z jezera voda odtéká rychlostí průměrně 28 l/s.
Jezero leží celé v Kangasale.